# Joseph Dejardin
Pour les articles homonymes, voir Joseph Dejardin (homonymie).
Joseph Dejardin est un linguiste belge d'expression wallonne, né et mort à Liège, (12 mai 1819 - 8 septembre 1895)
Il est inhumé au Cimetière de Robermont à Liège.

## Œuvres

### Poésie
- Choix de Chansons et Poésies wallonnes, recueil d'œuvres poétiques diverses, en collaboration avec F. Bailleux (1844).

### Travaux Divers
- Examen critique de tous les dictionnaires wallons-français parus à ce jour, 1886.

- Dictionnaire des Spots ou Proverbes wallons, en collaboration avec J. Defrecheux (1891-1892).

## Sources
- http://www.archive.org/stream/littraturewall00closuoft/littraturewall00closuoft_djvu.txt
- Joseph Dejardin, Dictionnaire des spots ou proverbes wallons, revu, coordonné et augmenté par J. Dejardin, A. le Roy et A. Picard, 1863 (lire en ligne)